# ليوناردو أدريان فيرون
ليوناردو أدريان فيرون (بالإسبانية: Leonardo Verón)‏ (22 يناير 1982 بغريغوريو دي لافيريري في الأرجنتين - ) هو لاعب كرة قدم أرجنتيني في مركز الهجوم. لعب مع بوكا جونيورز وتشاكاريتا جيونيورز ونادي كيدا دارول أمان وMinervén S.C. ‏ وPersih Tembilahan ‏ وسوسيداد كولتيورال ‏ وبيرسيتا تانغيرانغ.

## وصلات خارجية
- ليوناردو أدريان فيرون على موقع قاعدة بيانات كرة القدم.إي يو (الإنجليزية)
- ليوناردو أدريان فيرون على موقع عالم كرة القدم.نت (الإنجليزية)